# Hansell (Iowa)
Hansell est une ville du comté de Franklin, en Iowa, aux États-Unis. Elle est incorporée le 7 mai 1918.